# هنگ‌های نظام جدید

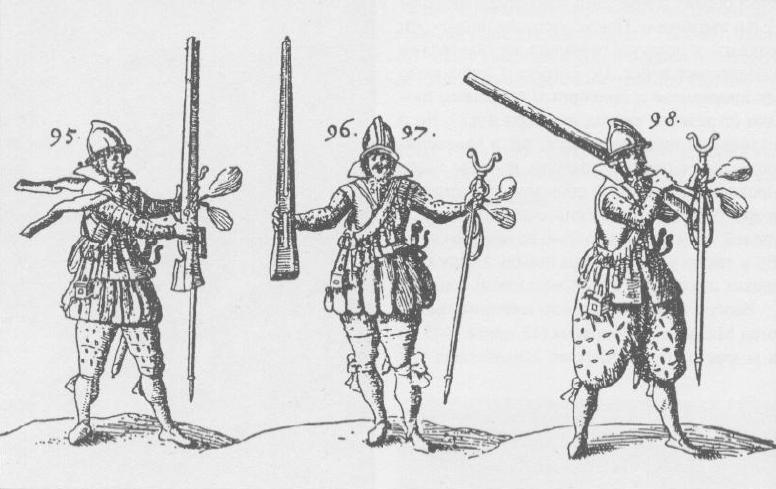
یک نگاره از تفنگ‌داران هنگ‌های نظام جدید در سال ۱۶۴۷م

هنگ‌های نظام جدید (به انگلیسی: New Order Regiments، به روسی: Полки иноземного строя) واحدهای نظامی حرفه‌ای روسیه تزاری بودند که در اواسط سده هفدهم، در راستای هماوردی با ارتش‌های اروپایی تشکیل شده بودند.

## پیش‌زمینه
نخستین کوشش‌ها برای آموزش نظامی اروپایی در روسیه توسط میخائیل اسکوپین شوسکی دولتمرد و فرمانده نظامی روسی، در سال ۱۶۰۹ و در طول لشکرکشی د لا گاردی انجام شد.
در سال ۱۶۳۰، دولت مسکووی شروع به استخدام افسران مزدور سوئدی، هلندی و اسکاتلندی برای آموزش یک «قوای خارجی» (Inozemskii Stroi) با تاکتیک‌های جدید کرد. بدین ترتیب شش هنگ پیاده‌نظام (Soldaty)، یک هنگ رایتر (reitary) و یک هنگ دراگون (Draguny) از شبه‌نظامیان کشاورز مسکووی، کازاک‌ها، سواره‌نظام کلاس خدمات و داوطلبان رایگان از دسته‌های مختلف اجتماعی تشکیل شد. برخلاف واحدهای ایجاد شده در شیوه سنتی، هنگ‌های جدید با هزینه خزانه دولت مجهز می‌شدند و حقوق می‌گرفتند.

## ایجاد

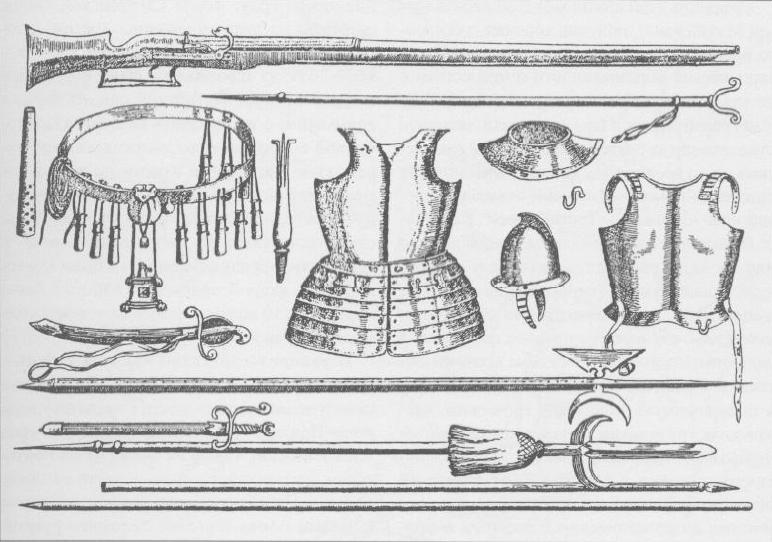
نگاره‌ای از تجهیزات جنگی هنگ‌های نظام جدید

پس از جنگ اسمولنسک، بیشتر اما نه همه هنگ‌های نظام جدید منحل شده بودند. اما در سال ۱۶۴۶، دولت تصمیم گرفت آن‌ها را به یک عنصر دائمی مهم در ارتش تبدیل کند. تعدادی از افسران در خارج از کشور، به ویژه در هلند، استخدام شدند. یک «کتابچه راهنمای جنگ» در مورد کار با تفنگ فتیله‌ای و درازنیزه به روسی ترجمه شد تا به آموزش پیاده‌نظام مسکووی کمک کند. سرشماری جدید برای تأمین هزینه سربازان توسط خانوار (یکی از هر ۲۰ تا ۱۰۰ خانه) انجام شد.

## کاربرد
در طول جنگ روسیه و لهستان (۱۶۵۴–۱۶۶۷)، شمار سربازان هنگ‌های نظام جدید افزایش یافت و از ۷ درصد ارتش روسیه در سال ۱۶۵۱ به ۷۹ درصد در سال ۱۶۶۳ رسید. به استثنای هنگ‌های رایتر بهتر آموزش دیده، هنگ‌های پیاده‌نظام هنوز در میدان نبرد استفاده محدودی داشتند. مهم‌تر از همه، از آن رو که این هنگ‌های پیاده‌نظام از بردگان و رعایا تشکیل شده بودند، بازسازی آنها آسان‌تر از واحدهای آسیب دیده از سربازان ارثی سنتی چون سواره‌نظام و سپاه استرلتسی بود.

## تشکیلات
در طول اصلاحات نظامی سال ۱۶۴۸، چهار نوع هنگ مدرن تشکیل شد:
- رایترها: سواره‌نظام سنگین، مسلح به کارباین، تپانچه و سابر که از میان اشراف و سربازان ارثی استخدام می‌شدند.
- دراگون: پیاده‌نظام سواره، مسلح به تفنگ فتیله‌ای، شمشیر و نیزه که از میان ‌کازاک‌ها، استرلتسی‌ها و کشاورزان استخدام می‌شدند.
- پیاده‌نظام: سربازان پیاده که تفنگداران آن همانند استرلتسی‌ها مسلح بودند و شمشیر و کلاه‌خود نیز داشتند. نیزه‌دارها تا سال ۱۶۶۰ مجهز به کلاه‌خود و زره بودند. آنها از میان بردگان دولتی استخدام می‌شدند.
- هوسارها: سواره‌نظام سنگین که به تقلید از هوسارهای لهستانی ایجاد شدند و مسح به نیزه و تپانچه بودند.